# Oriëntatiepunt
Een oriëntatiepunt was oorspronkelijk een geografische eigenschap die door ontdekkingsreizigers en anderen werd gebruikt om in een gebied de weg terug te vinden.
Tegenwoordig omvat het alles dat gemakkelijk te herkennen is, zoals monumenten en gebouwen. In het Amerikaans-Engels wordt de term landmark gebruikt om zaken aan te duiden die, vanwege hun uiterlijk of historische betekenis, de belangstelling van toeristen kunnen trekken. In het Brits-Engels wordt de term gebruikt voor navigatie en om richtingen aan te geven, in het Amerikaans-Engels gebeurt dit ook.
Varianten zijn betonning of dagmerk, een structuur die internationaal wordt gebouwd om zeevaarders veilig langs kusten te laten gaan die geen oriëntatiepunt hebben. Een voorbeeld is de toren in het Engelse Walton-on-the-Naze.